# Georges Ier de Galicie
Pour les articles homonymes, voir Georges Ier.
Georges (Yuri) Ier de Galicie (en Ukrainien: Юрій I Львович) (1252?-18 mars 1308) a été le roi de Galicie et Volhynie (Lodomérie). Fils de Léon Ier de Galicie et de Constance, fille de Béla IV de Hongrie, il a hérité du trône à la mort de son père en 1301. Son règne marque une période de paix et de développement économique. En 1303, il a obtenu du patriarche de Constantinople Athanase Ier la nomination d'un métropolite à Halych.

## Descendance
De son mariage avec Xénia, fille de Iaroslav III Vladimirski, il a eu un fils, Michel (1283–1286). Marié en secondes noces à Euphémie, fille de Casimir Ier de Cujavie, il a 2 fils, André et Léon II de Galicie et 2 filles, Marie, qui a épousé Trojden Ier de Czersk et Anastasie, épouse de Alexandre II Vladimirski.